# Hemicycla berkeleyi
Hemicycla berkeleyi é uma espécie de gastrópode  da família Helicidae
É endémica de Espanha.